# Brynamman
Brynamman är en ort i Storbritannien.   Den ligger i riksdelen Wales, i den södra delen av landet, 260 km väster om huvudstaden London. 
Orten består av två delar som åtskiljs av vattendraget River Amman (Afon Aman); Upper Brynamman som ligger i Carmarthenshire och Lower Brynamman som ligger i  Neath Port Talbot. Tätorten Brynamman har 2 608 invånare (2011).